# Qatar SC
Der Qatar Sports Club (arabisch نادي قطر الرياضي), auch bekannt als Qatar SC, ist ein Sportverein aus Doha in Katar. Die Herren-Fußballmannschaft spielt nach dem Abstieg aus der Qatar Stars League im Jahr 2016 eine Saison in der zweithöchsten Liga des Landes, der Qatargas League.
Der Verein ist neben Al-Rayyan der bekannteste Klub aus dem Land auf der Arabischen Halbinsel.

## Geschichte
Offiziell wurde der Verein im Jahr 1959 als Al Nasour in Doha gegründet und fusionierte 1972 mit den beiden Klubs Al Oruba und Al Esteqlal. Erst 1981 erhielt der Verein den Namen Qatar Sports Club. Die Fußballmannschaft konnte bis dato sieben nationale Meisterschaften gewinnen, darunter von 1967 bis 1969 drei in Folge. Der letzte Titelgewinn konnte im Jahr 2003 gefeiert werden. Am Ende der Saison 2008/09 erreichte die Mannschaft den vierten Platz.

## Stadion
Die Heimspiele trägt der Verein im Qatar SC Stadium in Doha aus. Das Stadion hat ein Fassungsvermögen von 20.000 Personen.

## Platzierungen
| Saison   | 2009 | 2010 | 2011 | 2012 | 2013 | 2014 | 2015 | 2016 | 2017 |
| -------- | ---- | ---- | ---- | ---- | ---- | ---- | ---- | ---- | ---- |
| Liga     | 1    | 1    | 1    | 1    | 1    | 1    | 1    | 1    | 2    |
| Position | 4    | 4    | 5    | 10   | 8    | 10   | 4    | 13   |      |

## Vereinserfolge

### National
- Qatar Stars League

Meister 1967, 1968, 1969, 1973, 1977, 2003
- Emir of Qatar Cup

Gewinner 1974, 1976, 2001

## Spieler
- Akwá (2001–2005)
- Claudio Caniggia (2003–2004, 2005–2006)
- Christophe Dugarry (2004–2005)
- Marcel Desailly (2005)
- Jay-Jay Okocha (2006–2007)
- Bill Tchato (2006–2009)
- Ali Karimi (2007–2008)
- Mamadou Diallo (2007–2008)
- Samuel Eto’o (2018–2019)
- Javi Martínez (seit 2021)
- Javier Pastore (seit 2023)

## Trainer
- Jorvan Vieira (1980)
- Uli Maslo (1988–1992)
- Roland Andersson (1995–1997)
- Sebastião Lazaroni (2008–2011, 2012–2014, 2015–2016)
- Aurel Țicleanu (2016)
- Sergio Batista (2018–2019)
- Carlos Alós (2019)